# Ngô Hồi (thần thoại)
Ngô Hồi (giản thể: 吴回; phồn thể: 吳回) là tên một nhân vật huyền sử sống vào thời đế Cốc Cao Tân thị trong lịch sử Trung Quốc, theo Sử Ký Tư Mã Thiên - Sở thế gia thì ông là con thứ của Quyển Chương, là em của Trọng Lê và là cha của Lục Chung. Nhưng một số thư tịch khác lại nói rằng Ngô Hồi là con của Trọng Lê, tuy nhiên dù là cha hay con thì ông vẫn là người kế nhiệm Trọng Lê giữ chức hỏa chính thời bấy giờ.
Truyền rằng sau khi Trọng Lê qua đời thì Ngô Hồi được đế Cốc tin tưởng tiếp tục cho làm hỏa chính, vì rằng khi Trọng Lê còn đương chức thì Ngô Hồi đã từng hỗ trợ cho ông này phát minh ra nhiều sáng kiến giữ nguồn lửa rất có giá trị. Thời kỳ Ngô Hồi quản lý việc sử dụng lửa trong thiên hạ có xảy ra cuộc biến loạn của Cung Công, Cung Công tương truyền là hậu duệ của Viêm Đế Thần Nông thị. Mục đích khởi binh của ông ta là giành lại đế vị của tổ tiên đã bị tước đoạt bởi Hiên Viên Hoàng Đế, Ngô Hồi được đế Cốc phái đi cầm quân dẹp loạn. Cung Công giỏi về thủy lợi nên sai lính phá đê làm nước lụt lan tràn khắp nơi khiến dân tình cực khổ, Ngô Hồi một mặt di dân đến những vùng núi cao một mặt nghiên cứu ra loại tên mũi tẩm dầu châm lửa từ xa nhắm bắn vào doanh trại địch. Quân đội của Cung Công bị tên bắn ở trên núi xuống chết cháy như rạ tháo chạy tán loạn, Ngô Hồi bấy giờ mới huy động tổng lực quân lính tràn xuống chém giết tơi bời. Cung Công thua to uất quá đâm đầu vào núi Bất Chu mà tự tử, Ngô Hồi chiến thắng ca khúc khải hoàn sai lính sửa sang lại đê điều ổn định dân tình rồi kéo quân về triều phục mệnh.
Về kết cục của Cung Công trong thần thoại có ghi rằng ông ta tự tử nhưng không chết đã thế còn làm gãy cột chống trời, trời bị vỡ một mảng lớn làm ngập nước xuống nhân gian và điển tích bà Nữ Oa đội đá vá trời xuất xứ từ cuộc chiến này vậy.